# Echeveria prolifica
Echeveria prolifica är en fetbladsväxtart som beskrevs av R. Moran och J. Meyran. Echeveria prolifica ingår i släktet Echeveria och familjen fetbladsväxter. Inga underarter finns listade i Catalogue of Life.

## Bildgalleri

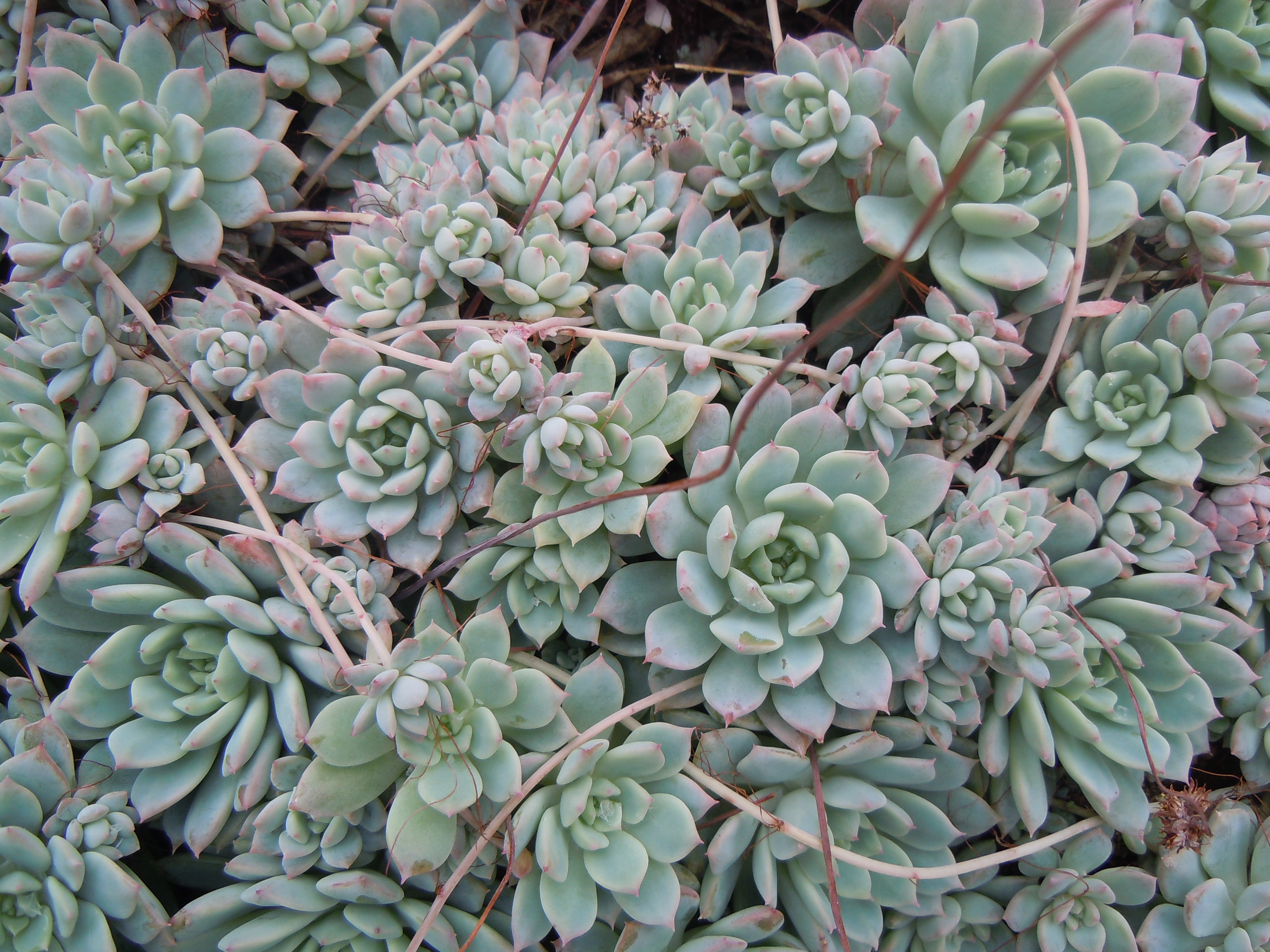